# Cantone di le Pays de Lafayette
Il Cantone di le Pays de Lafayette è una divisione amministrativa dell'Arrondissement di Brioude.
È stato costituito a seguito della riforma approvata con decreto del 17 febbraio 2014, che ha avuto attuazione dopo le elezioni dipartimentali del 2015.

## Composizione
Comprende i seguenti 41 comuni:
- Ally
- Arlet
- Aubazat
- Blassac
- Cerzat
- Chassagnes
- Chastel
- Chavaniac-Lafayette
- Chilhac
- La Chomette
- Collat
- Couteuges
- Cronce
- Domeyrat
- Ferrussac
- Frugières-le-Pin
- Javaugues
- Jax
- Josat
- Lavoûte-Chilhac
- Lubilhac
- Mazerat-Aurouze
- Mazeyrat-d'Allier
- Mercœur
- Montclard
- Paulhaguet
- Saint-Austremoine
- Saint-Beauzire
- Saint-Cirgues
- Saint-Didier-sur-Doulon
- Saint-Georges-d'Aurac
- Saint-Ilpize
- Saint-Just-près-Brioude
- Saint-Préjet-Armandon
- Saint-Privat-du-Dragon
- Sainte-Eugénie-de-Villeneuve
- Sainte-Marguerite
- Salzuit
- Vals-le-Chastel
- Villeneuve-d'Allier
- Vissac-Auteyrac